# Černá (Praha)
Černá ulice na Novém Městě se nachází mezi ulicemi Myslíkova a Opatovická. Dříve spadala tato část pod dnes již zaniklou vesnici Opatovice založenou roku 1115 kladrubskými benediktiny při kostele sv. Michala. Roku 1348, za vlády Karla IV., byla vesnice i s kostelem začleněna do Nového Města pražského.

## Název ulice

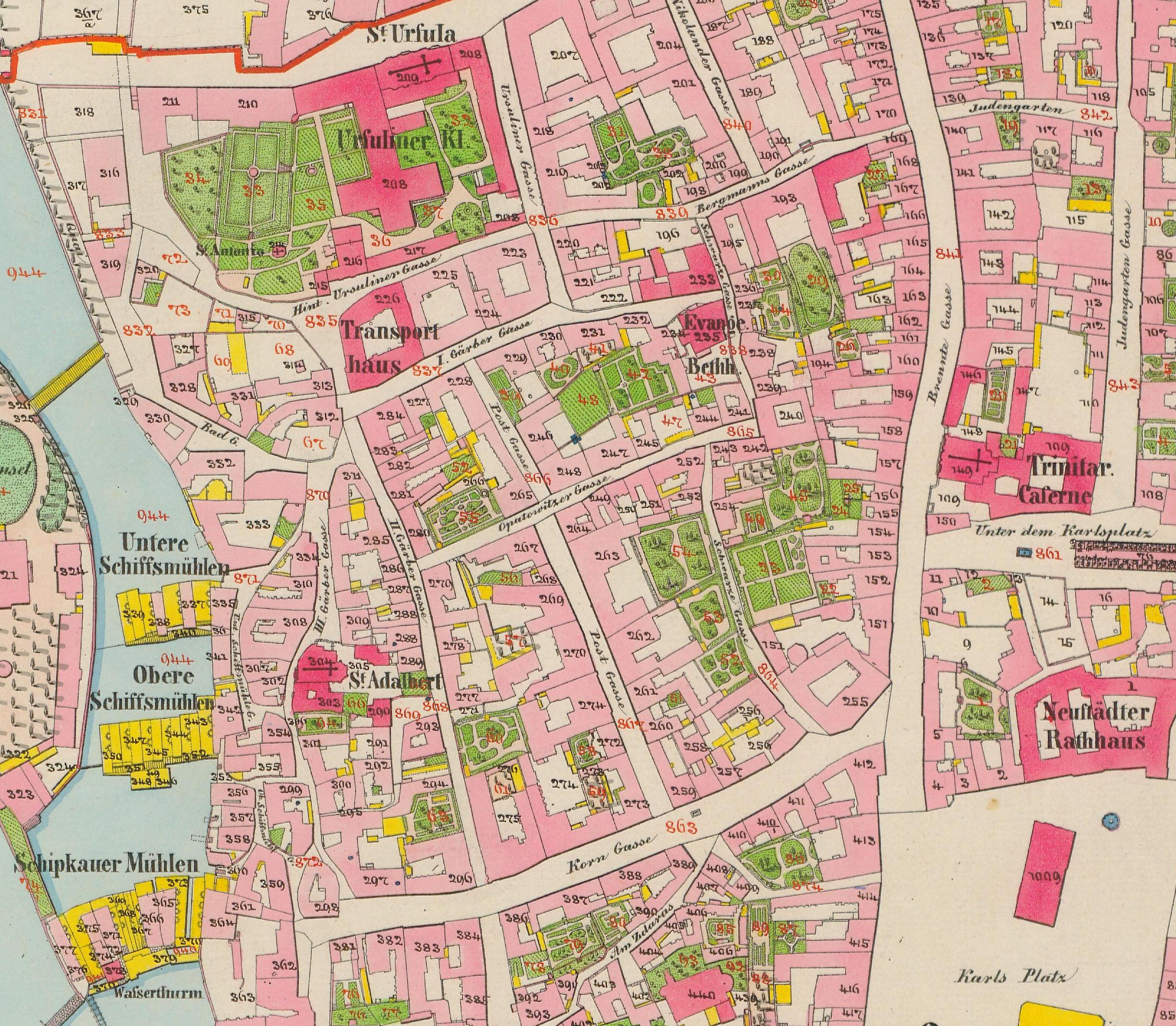
Území zaniklé obce Opatovice na mapě Stabilního katastru, stav v roce 1852.

Do 18. století se kvůli lokaci užívalo označení "V Opatovicích", později se uchytil název "Černá ulice". Původ novějšího jména není ale jednoznačně stanoven. Obecně se přiklání k odkazu na její charakter – užší temná/tmavá ulice. Dle Heraina nese ulice jméno po jednom z občanů, jenž zde bydlel.

## Historie vybraných domů

### Puristický dům Marathon – Evangelická teologická fakulta UK
Pětipatrová budova Marathon čp. 646/II byla postavena roku 1928 pro Plichtův tělovýchovný ústav Františkem X. Čtrnáctým. V roce 1995 byla tato puristická stavba zakoupena synodní radou Českobratrské evangelické církve. Obnovená budova se stala téhož roku sídlem Evangelické teologické fakulty Univerzity Karlovy, která v těchto místech přetrvává dodnes.

V suterénu se dříve nacházela tělocvična s galerií a sportovně laděné reliéfy od Ladislava Šalouna. V současnosti se zde vyskytuje fakultní knihovna, v jejímž čele lze ještě dnes spatřit tři zmíněné reliéfy. V tomto patře také začíná původní dochované dřevěné dvouramenné schodiště s dřevěným zábradlím vedoucí do 1. patra, kde na mezipodestě visí obraz od V. Stříbrného z roku 1928. V přízemí a v prvním patře se z doby výstavby budovy dochovaly mimo zmíněné dřevěné schodiště i některé dveře.

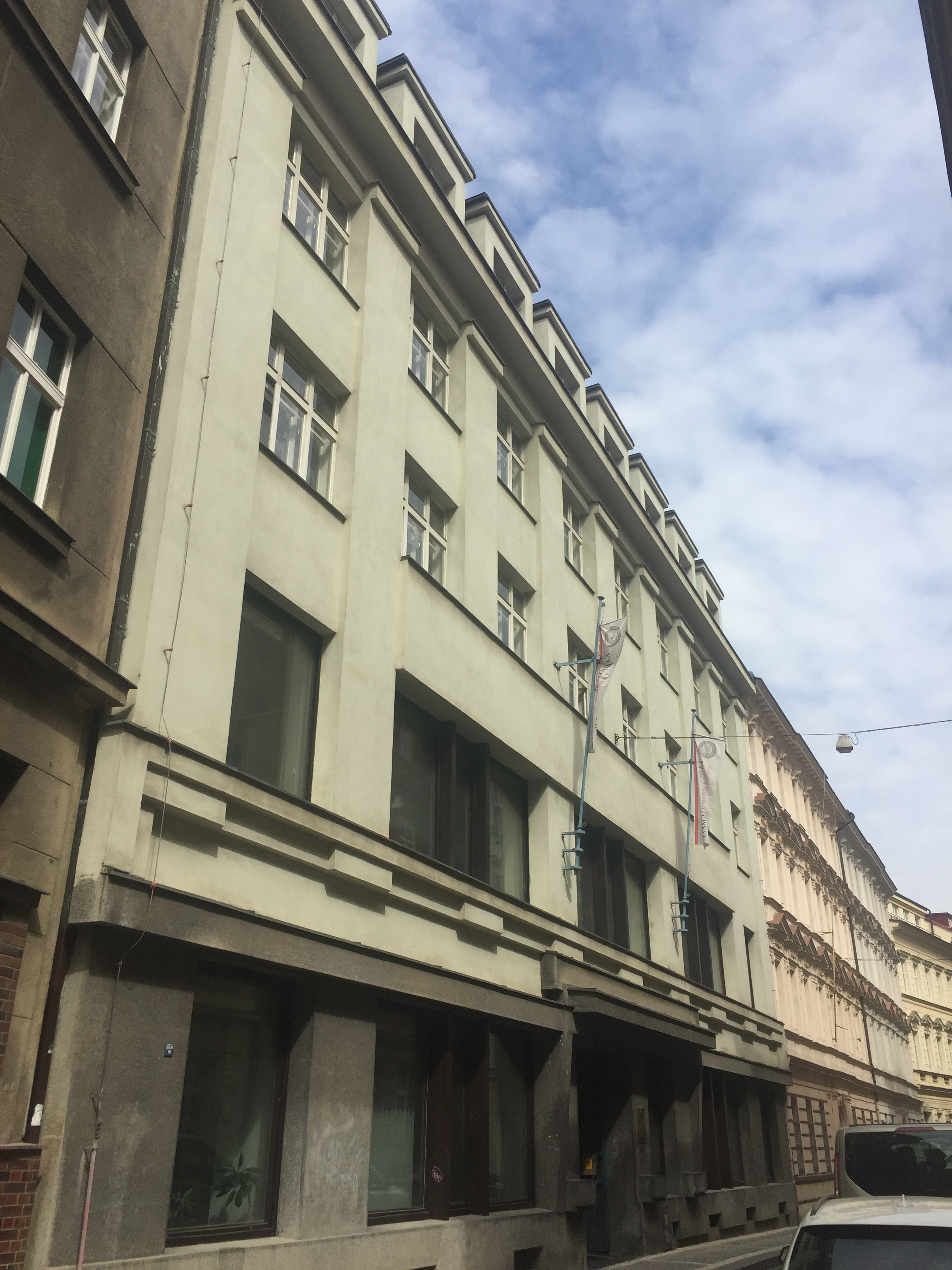
Evangelická teologická fakulta UK (dům čp. 646/II)
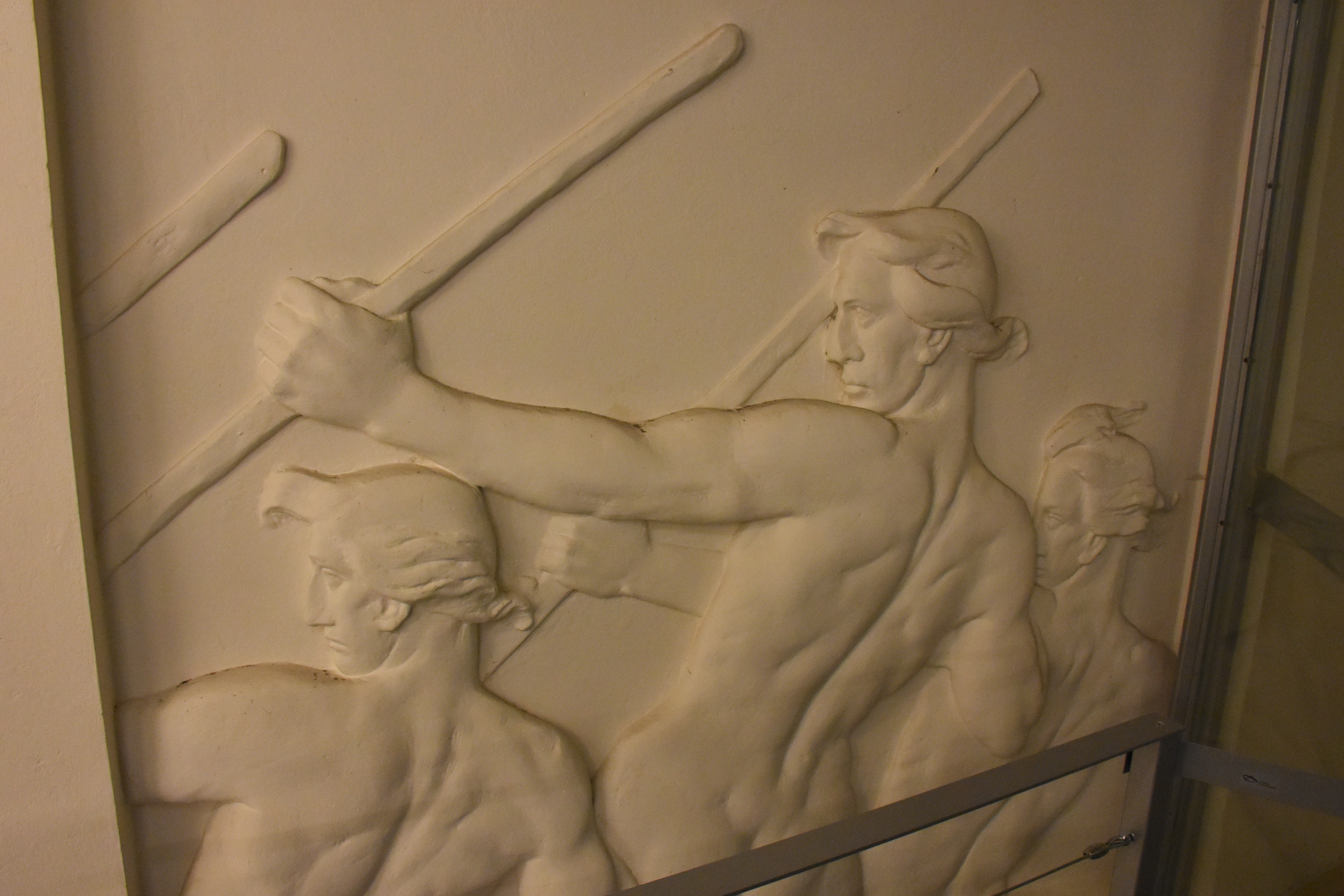
jeden z reliéfů Ladislava Šalouna v současné knihovně fakulty
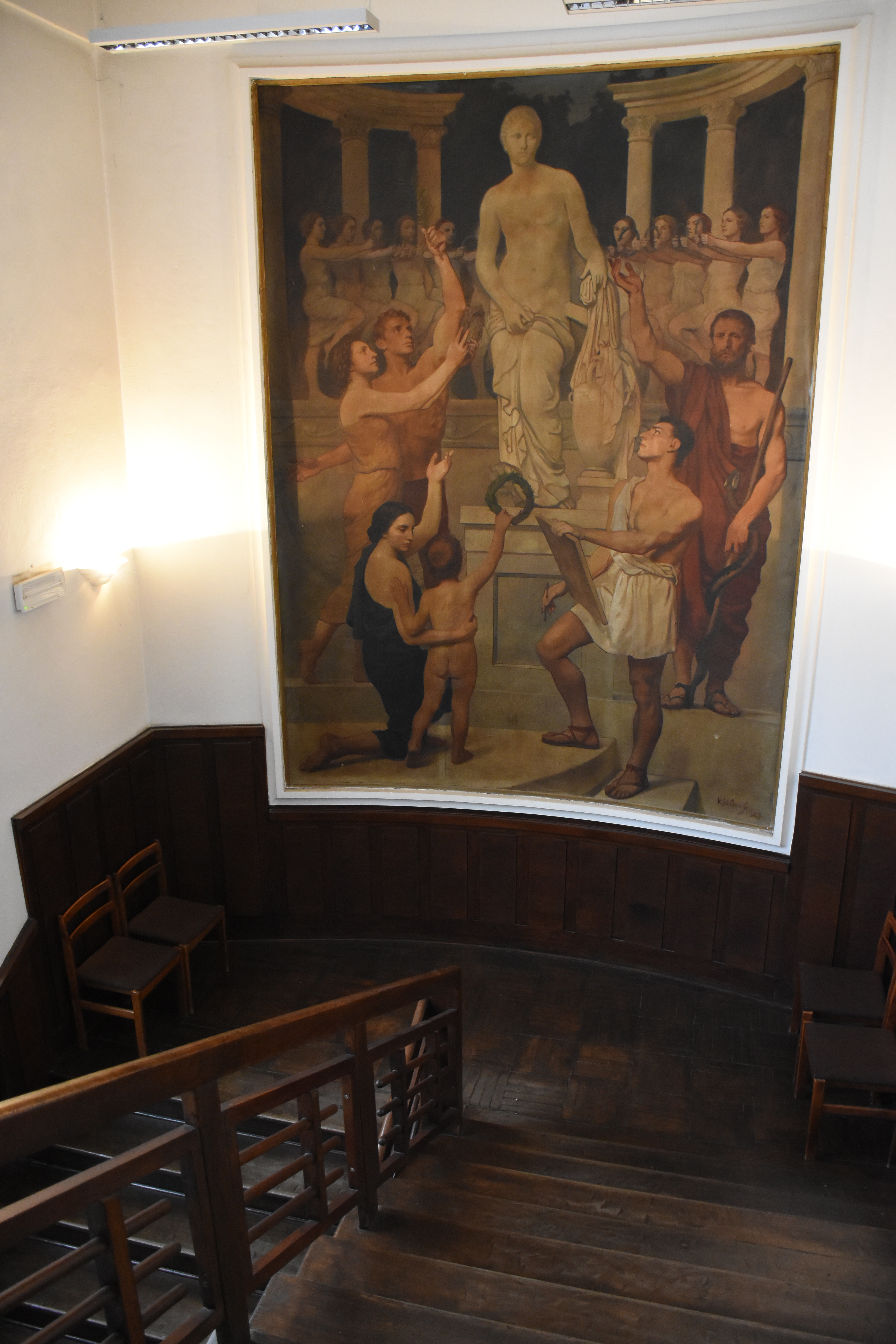
obraz V. Stříbrného z roku 1928 na mezipodestě původního dřevěného schodiště

### Rodný dům Karla Teigeho a Katolický domov studujících
V roce 1882 byl postaven v novorenesančním duchu dům čp. 1610/II (č. o. 14) Františkem Buldrou pro manžele Josefa a Aloisii Teigovi, budoucí rodiče známého spisovatele Karla Teigeho, který zde též prožil část svého života. V téže době byla na druhém dílu parcely vystavena novostavba čp. 170 (č. o. 16). V roce 1909 byl dům čp. 170 zakoupen Dětským Azylem milostného pražského Jezulátka, v jehož čele stály sestry dominikánky. Své zdejší působiště o pět let později rozšířily i o vedlejší stavbu čp. 1610/II, přičemž zde ale do roku 1937/38 využívaly pouze 3. patro a přízemí, které se propojilo s přízemím druhého domu. V roce 1927 se Karel Teige se svou manželkou z důvodu osamostatnění přestěhoval do sousedního obydlí čp. 170. Na přelomu let 1927–28 zde byla jeho přítelem Jaromírem Krejcarem přistavěna dvě mansardová patra. Doprostřed nového 5. patra nechal zahloubit malou terasu. Zároveň došlo ke zpurizování fasády odstraněním veškerých novorenesančních architektonických prvků. Byty v nově vytvořených patrech přizpůsobil autorově ideálu bydlení skrze zhotovení dvoupokojových garsonek se společným příslušenstvím. Páté patro obýval spisovatel se svou ženou, čtvrté patro poté obydlila jeho matka se sestrou. Odchod rodiny Teigů z domů roku 1938 odstartoval úpravy vedoucí k definitivnímu spojení obou objektů pod Dětský Azyl.
K zásadním změnám došlo s nastolením komunistického režimu. Dům byl znárodněn, děti byly rozvezeny do jiných ústavů a sestry byly přemístěny do soustřeďovacích táborů. V budově se nově usídlil internát základní školy pro děti s vadami řeči. V 50. letech bylo navíc ve 4. patře zavedeno dormitorium pro spánkovou léčbu. V roce 1959 se díky získání nových prostor internát přemístil na Kobyliské náměstí a byl v domě v Černé ulici vystřídán chlapeckým domovem mládeže, ve kterém směly být později ubytovány i dívky. Nakonec zde vznikl dívčí internát.
Po roce 1990 byl dům v rámci privatizace navrácen Kongregaci sester dominikánek. V letech 1992-94 došlo při přestavbě na penzion k narušení Krejcarovy puristické fasády. Neznámý projektant nechal okna ve střední ose orámovat kamennými deskami a zároveň mezi ně umístil pseudokubistické plastické ornamenty.

V současné době zde sestry dominikánky provozují Katolický domov studujících neboli církevní školské ubytovací zařízení.

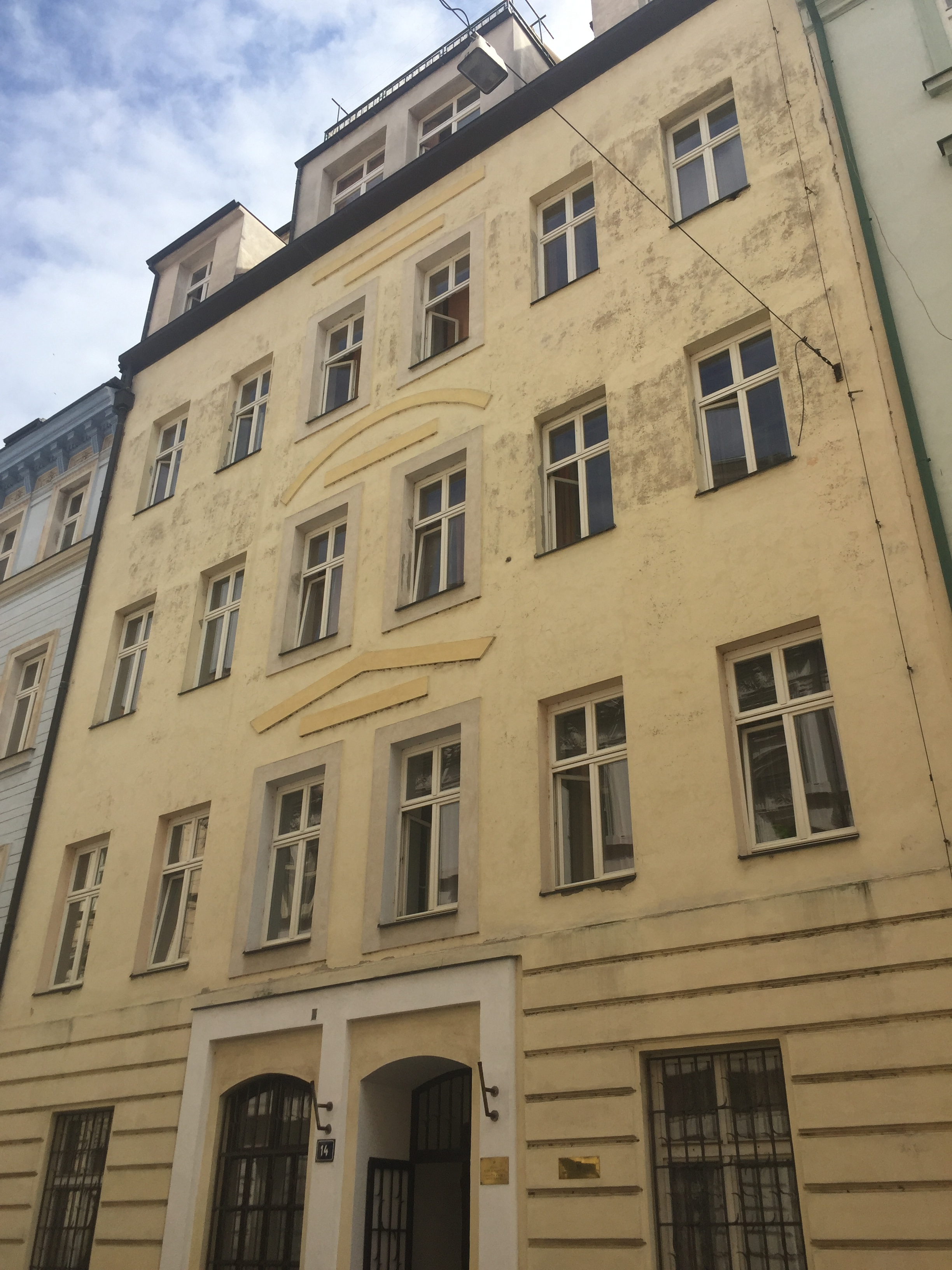
Teigův rodný dům (čp. 1610)
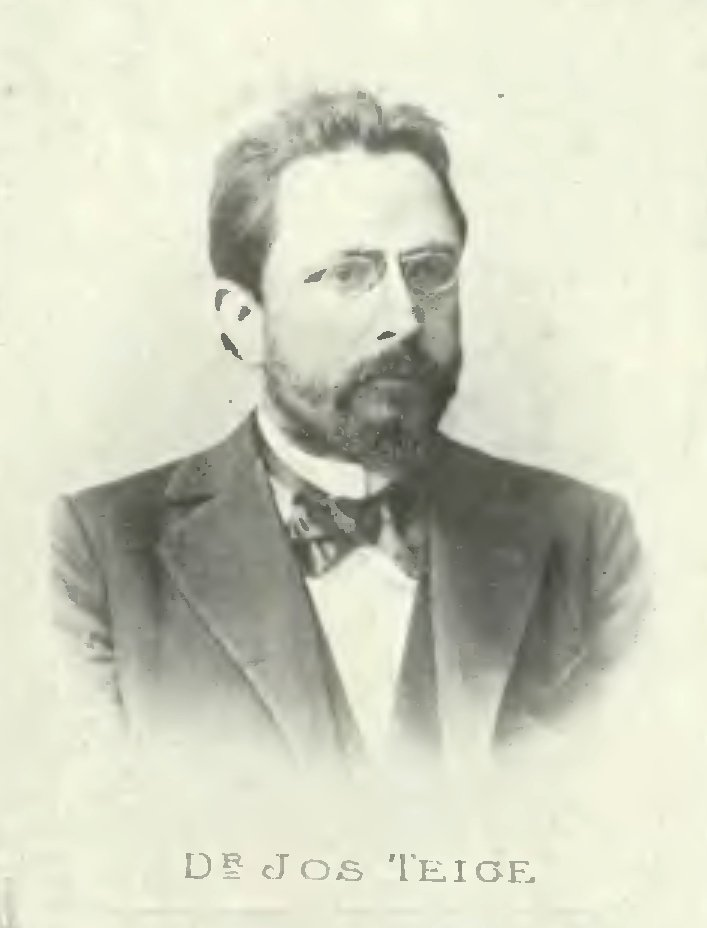
Josef Teige
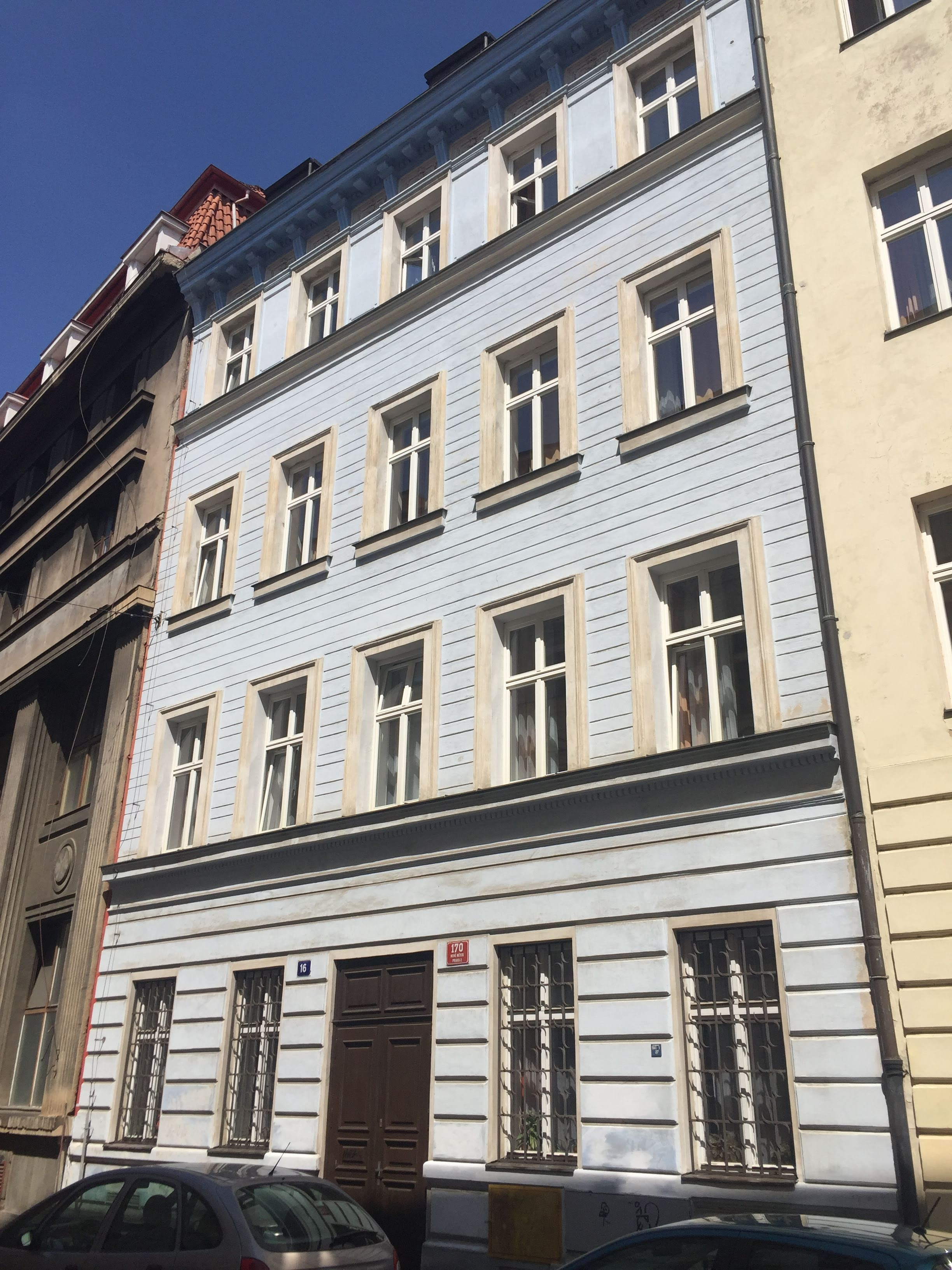
dům čp. 170
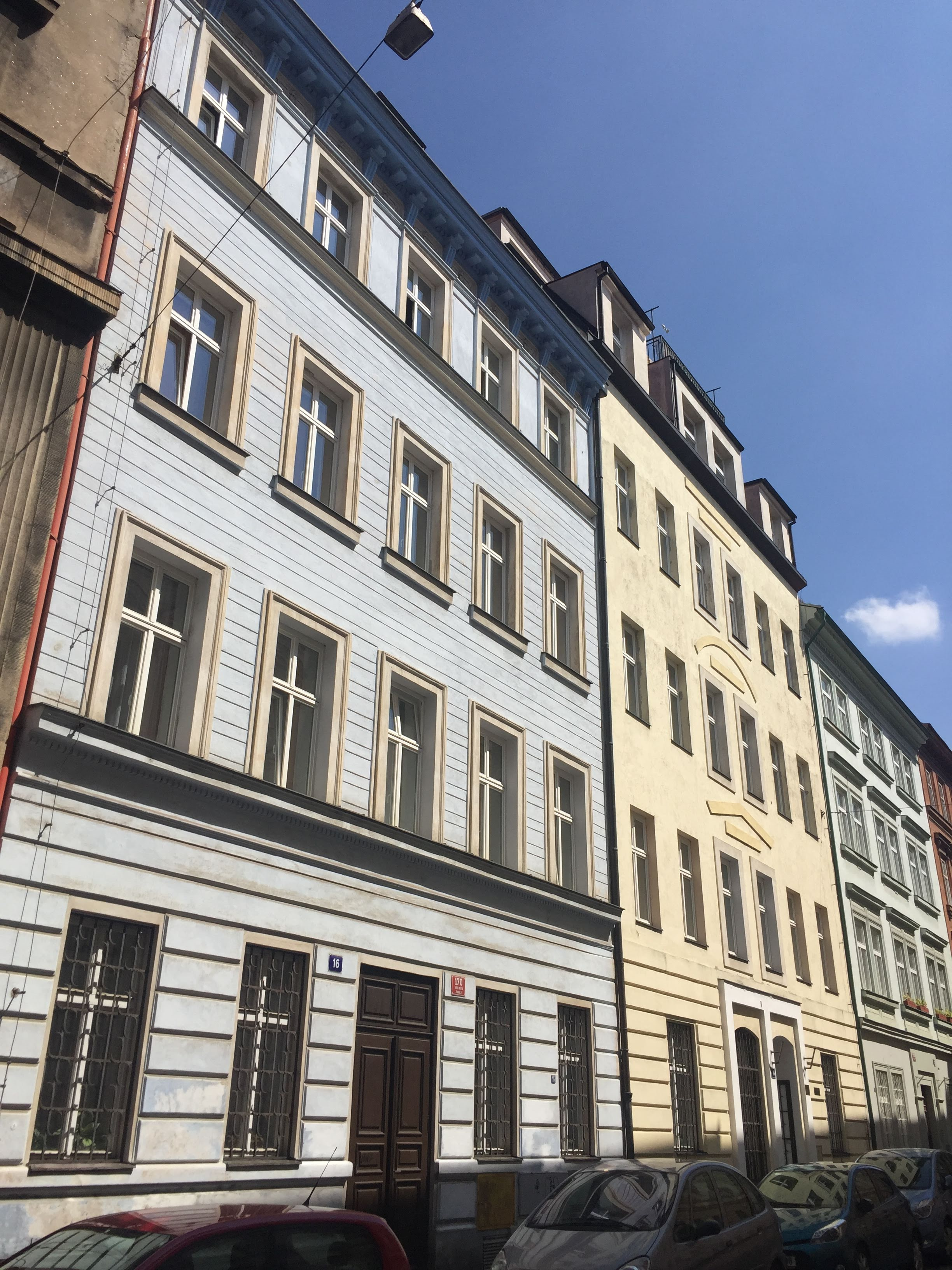
současný Katolický domov studujících (dům čp. 170 a dům čp. 1610)

### Novorenesanční dvojdům
Dva nájemní novorenesanční domy čp. 1704/II a čp. 1705/II byly roku 1889 postaveny jako dvojdům dle plánů Aloise Bureše. K dalším větším stavebním úpravám došlo v roce 1923, kdy byl přistavěn přízemní dvorní přístavek dle Josefa Kovařoviče, a v roce 1927, kdy byla přidána nástavba 4. patra nad dvorní trakt dle návrhu Štěpána Koloschka. Vnější fasáda obou objektů je s výjimkou barvy zdiva a vstupních dveří de facto identická. První podlaží třípatrových domů je bosované a má 6 nezdobených oken. Uprostřed budov jsou umístěny původní dvoukřídlé dřevěné kazetové dveře s rozdílným nadsvětlíkem, který je stylizován do oblouku. V oblasti nad nadsvětlíkem mezi pilastry rámujícími dveře se vyskytuje část zdobená festonem s rostlinnou tematikou, v jejímž středu se nachází maskaron v podobě ženské tváře. Okna ve zbývajících třech podlažích jsou po osmi a odlišně pojatá. Nad okny v 1. patře se nachází trojúhelné nadokenní římsy zdobené festonem, v 2. patře jsou poté segmentové nadokenní římsy s kartušemi s rostlinným motivem. Nad okny ve 3. patře se nachází maskaron v podobě ženské tváře. Střecha domů je sedlová.

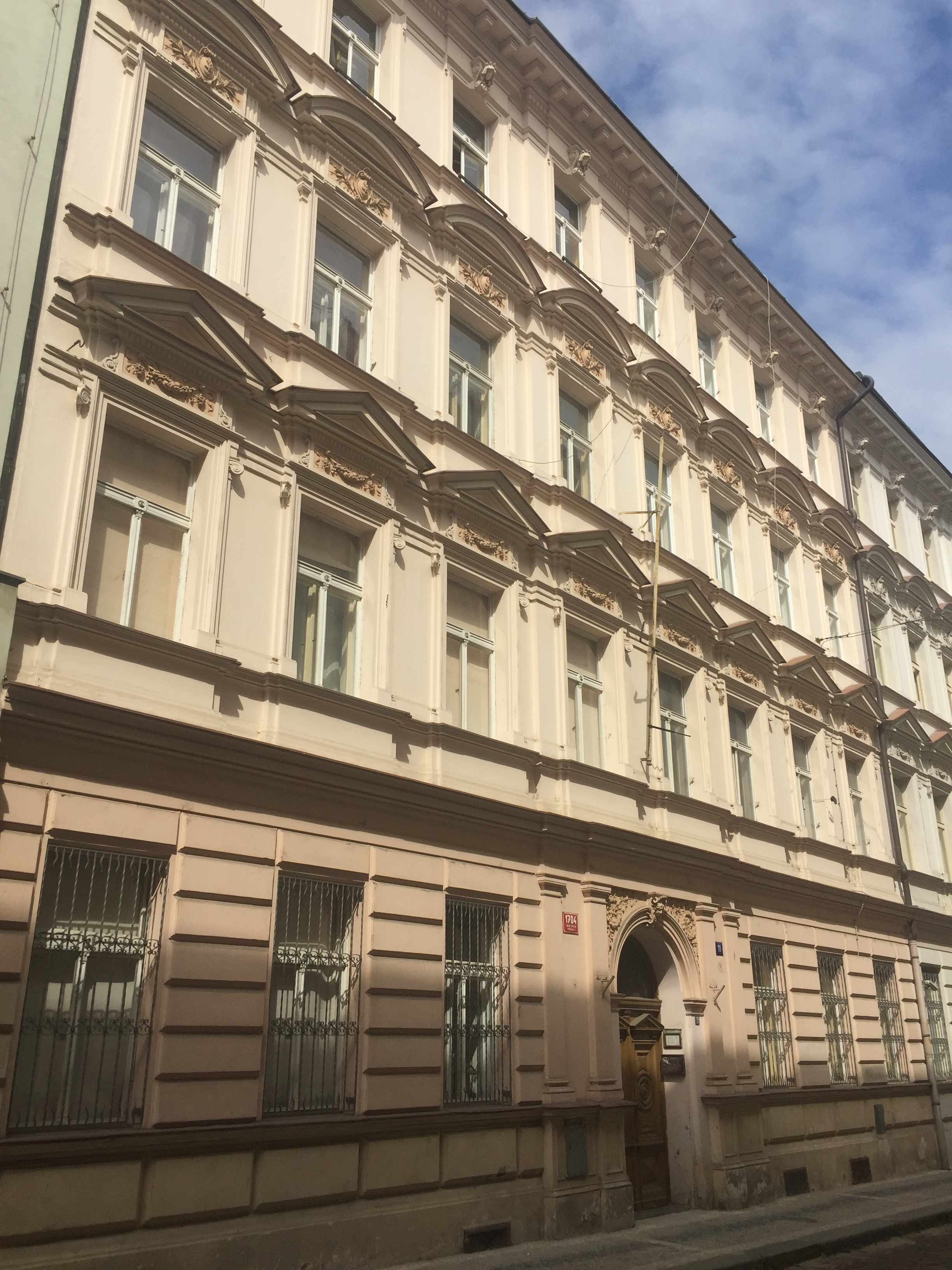
dům čp. 1704/II
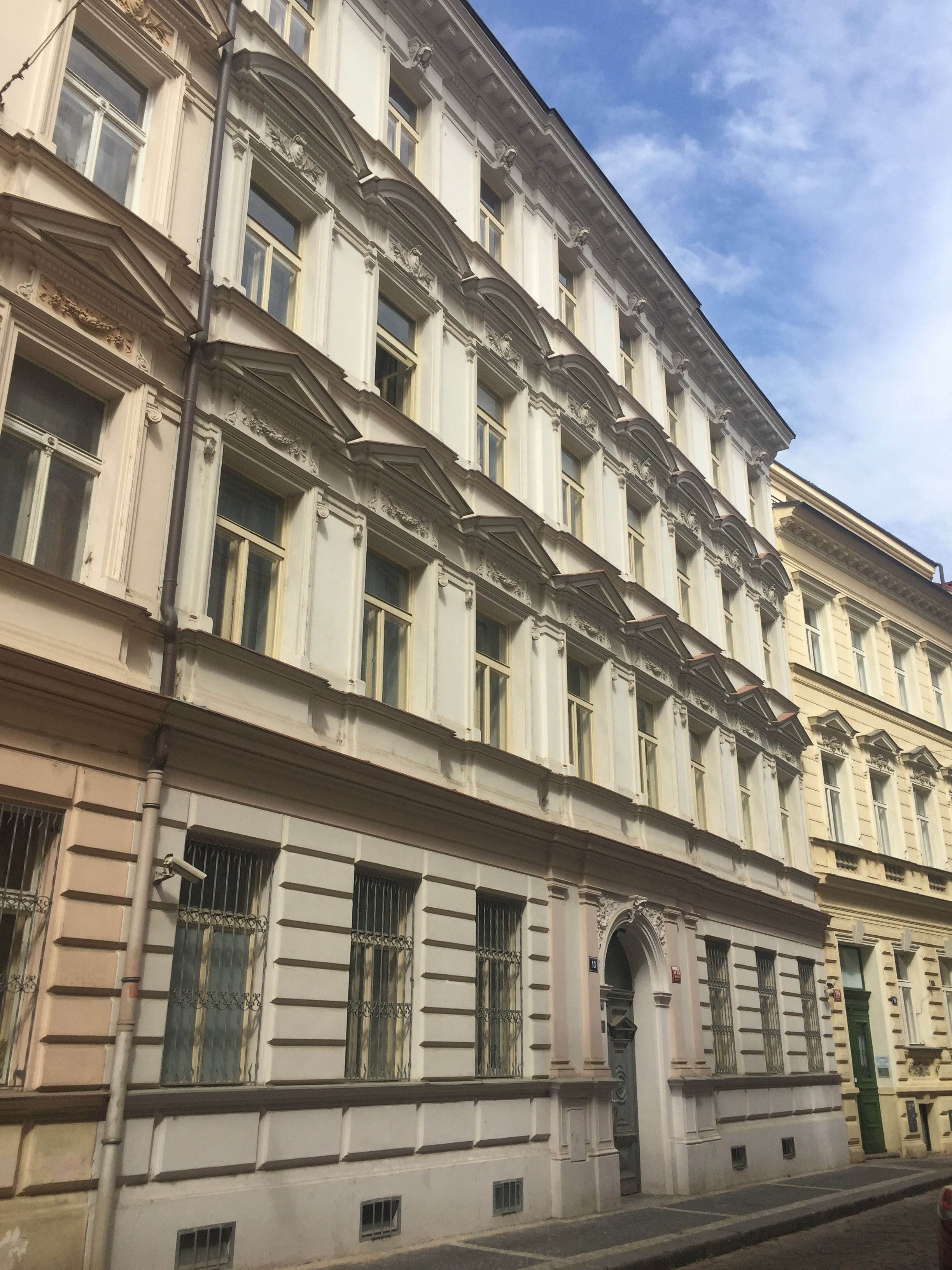
dům čp. 1705/II
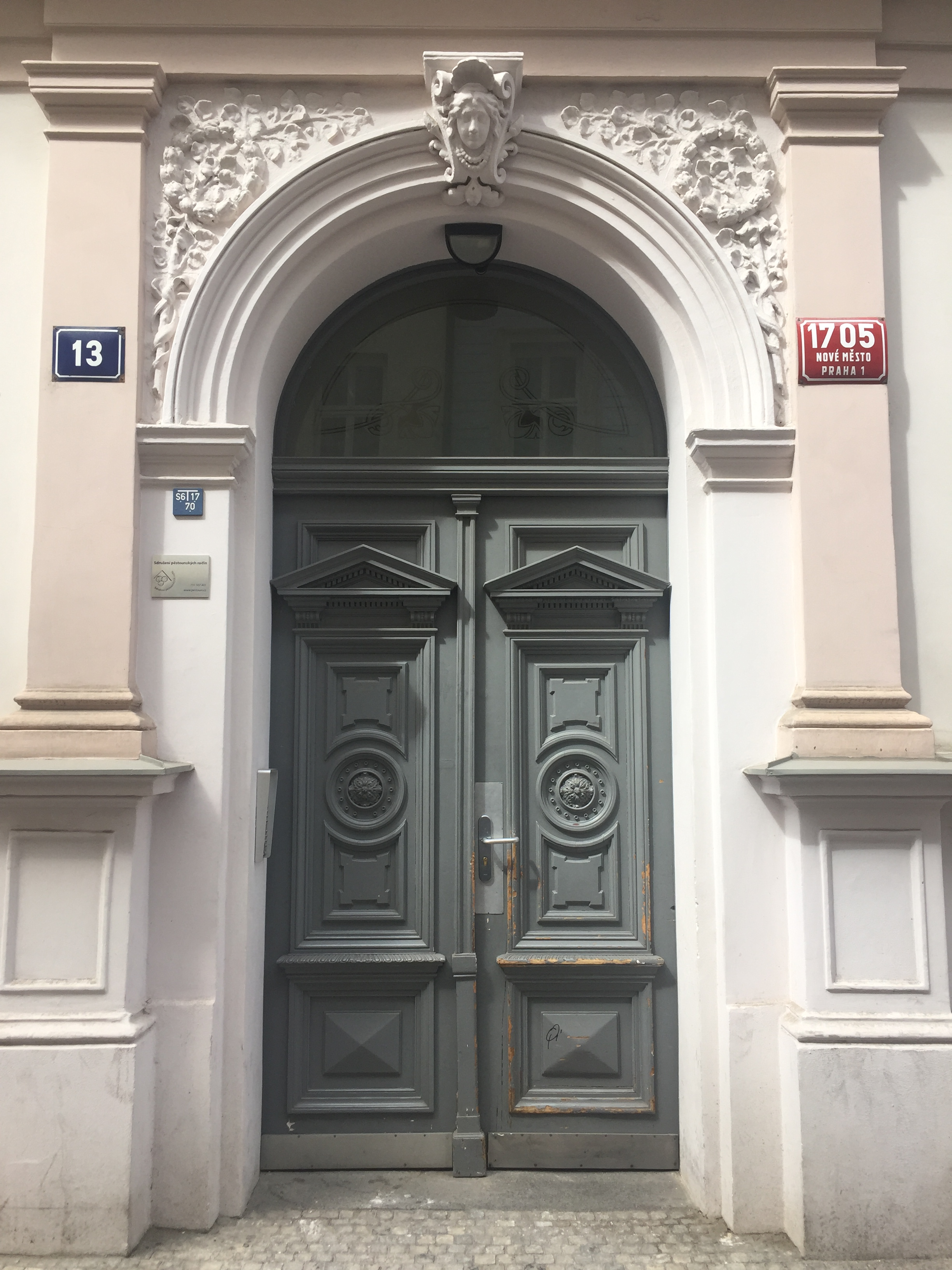
vstupní dveře domu čp. 1705
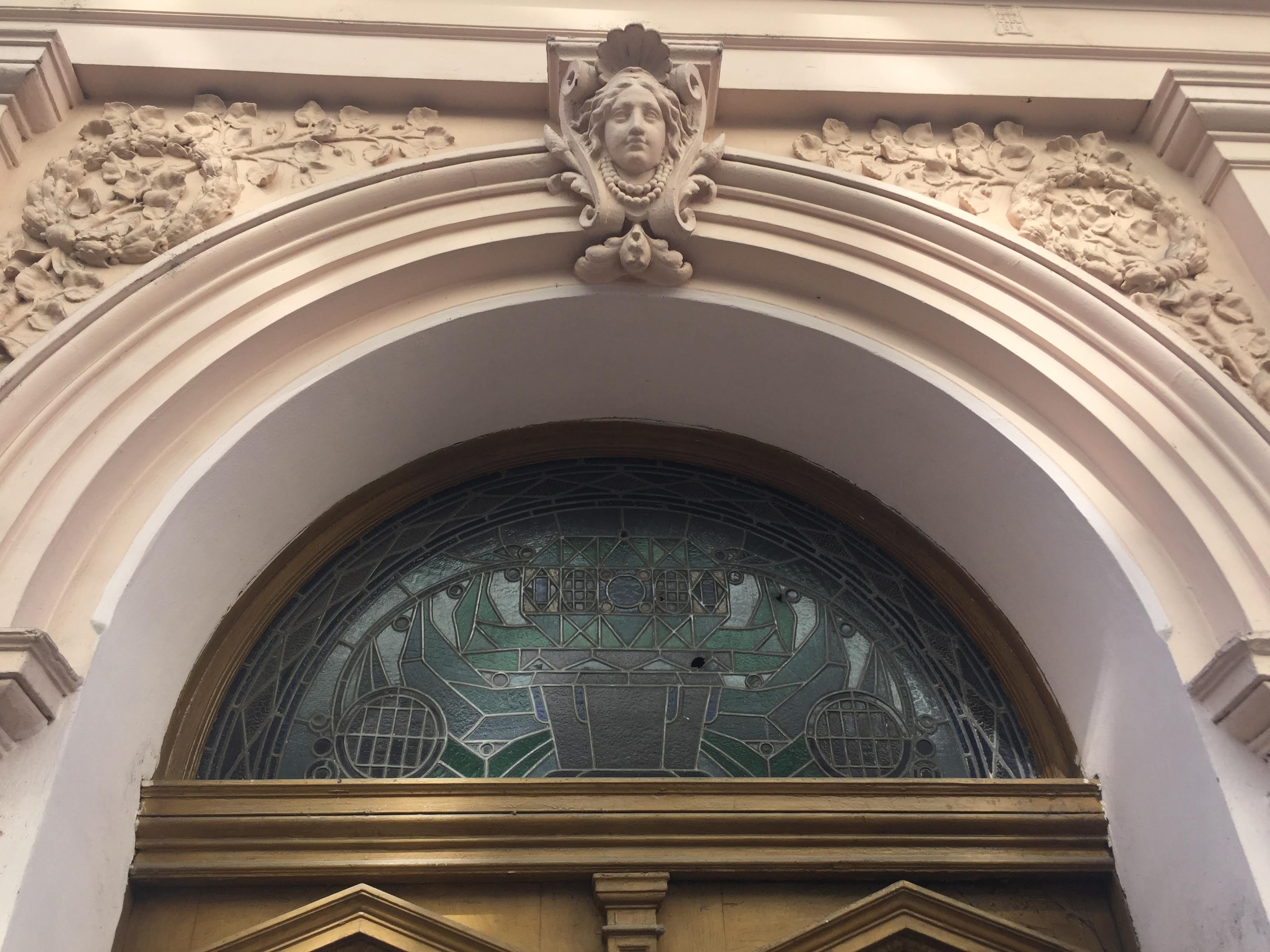
prosklený nadsvětlík domu čp. 1704

### Nárožní novorenesanční dům čp. 172/II
Nájemní třípatrový novorenesanční dům čp. 172/II, nacházející se na rozhraní ulic Černá a Myslíkova, byl postaven roku 1881 dle návrhu Františka Pavikovského. V roce 1905 přidal architekt Matěj Blecha budově druhý vstup na nároží. Původní dřevěné předsazené výkladce byly odstraněny při přestavbě přízemí roku 1968. Přízemí stavby prošlo později v 90. letech ještě dvěma dalšími rekonstrukcemi.

Obě uliční fasády budovy ústí do nárožního rizalitu. V přízemí rizalitu je vstup do jednoho z obchodů. V 1. patře se nachází oválný výklenek s mužskou bustou, nad okny lemovanými pilastry je vlys, v jehož středu se nachází medailon se ženskou hlavou, zdobený putti, girlandami a rostlinnými ornamenty. V 2. patře se nachází kartuš s maskaronem, v 3. patře je znázorněno datum výstavby budovy a nad ním orel s rozepjatými křídly a festony v zobáku. Okna v 2. a 3. patře jsou také ohraničená pilastry, jejich zdobení je ale odlišné. Rizalit je na vrcholu zakončen atikovou zídkou se třemi lvími hlavami. Do Černé ulice vedou z domu dřevěná kazetová vrata s proskleným nadsvětlíkem. Podél Myslíkovy ulice vedou do obchodů v budově celkem tři vstupy. V rámci interiéru stavby se dochovalo mnoho původních uměleckořemeslných detailů.

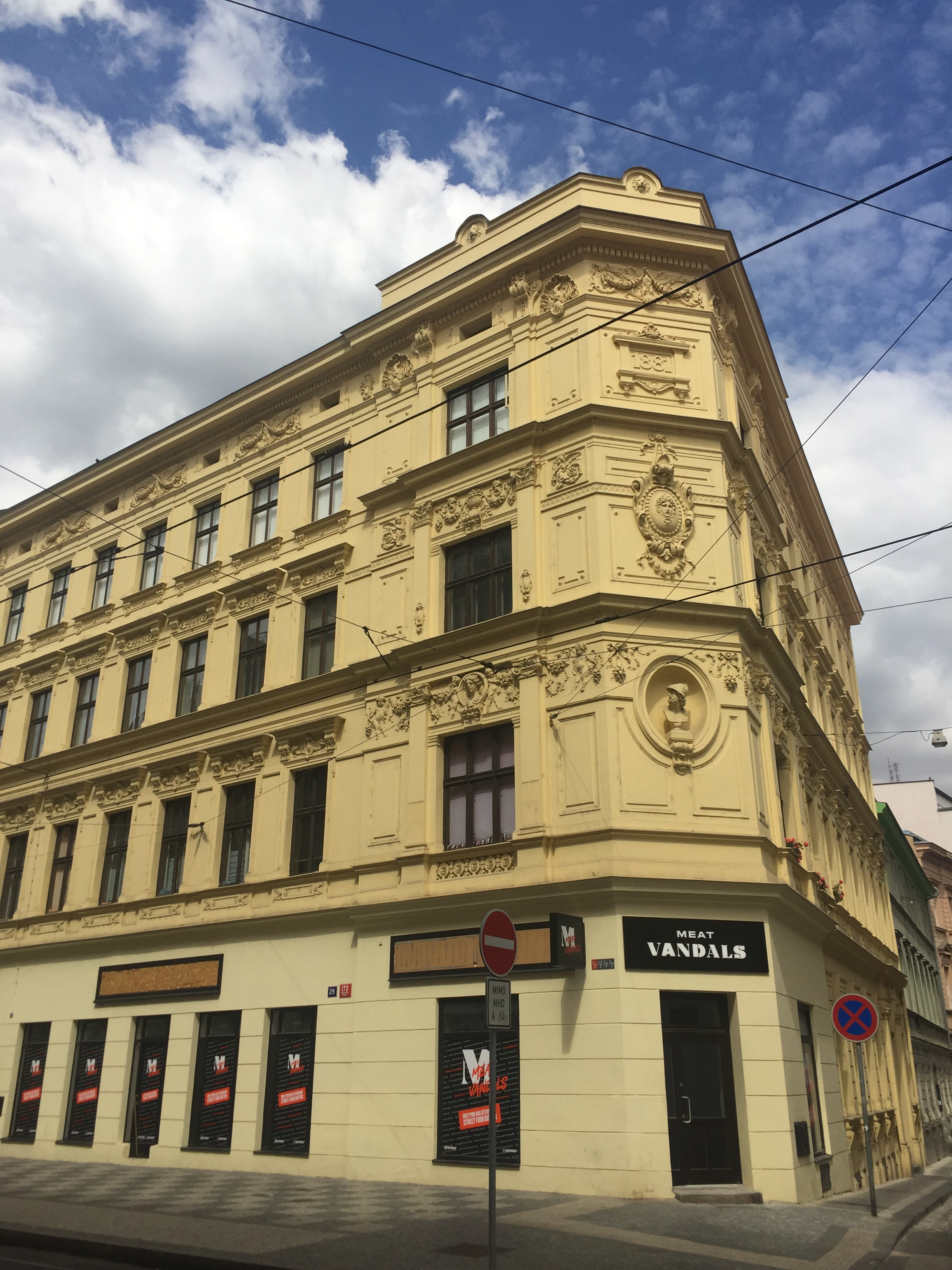
nárožní dům čp. 172
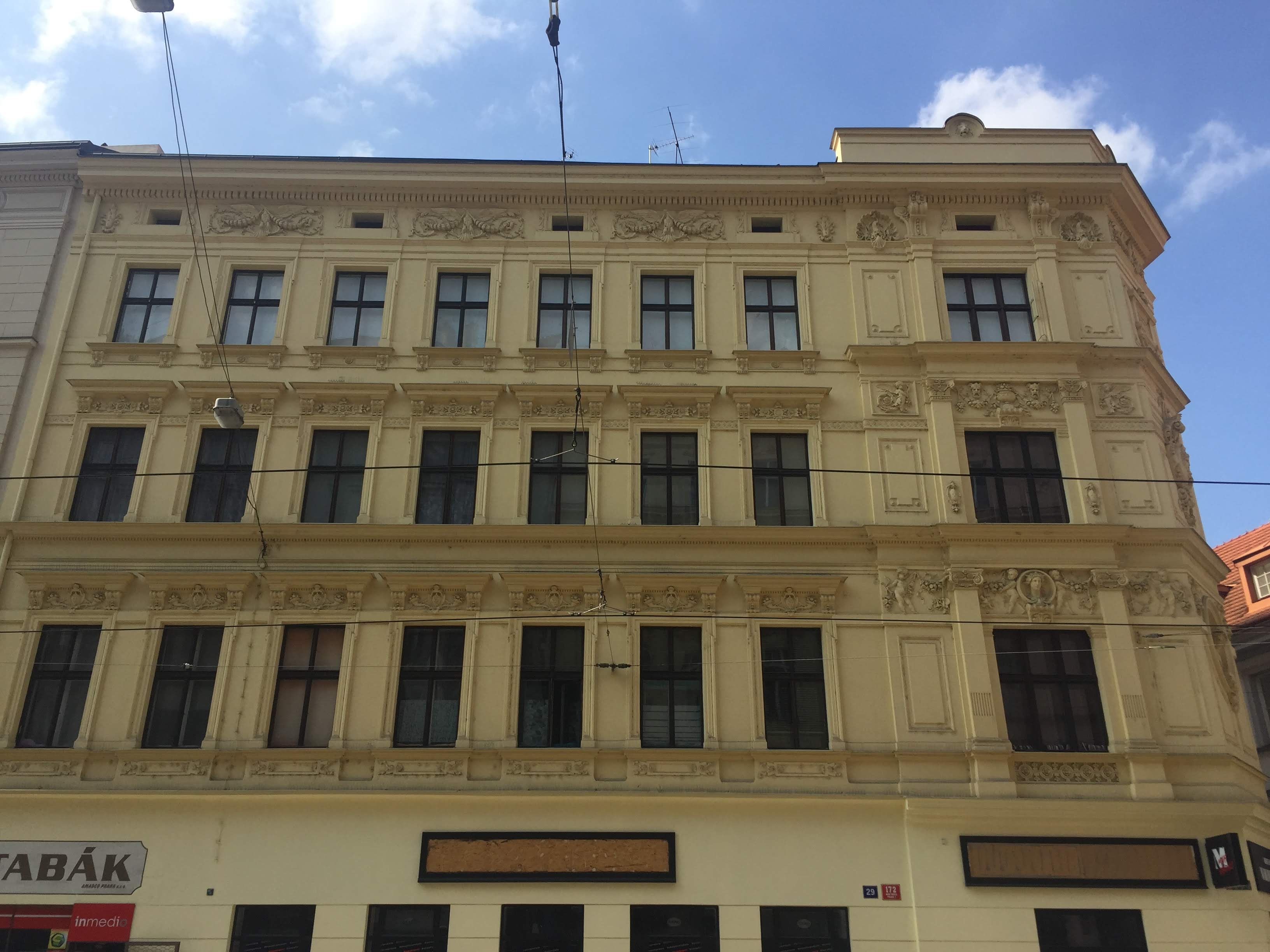
fasáda domu čp. 172 v Myslíkově ulici
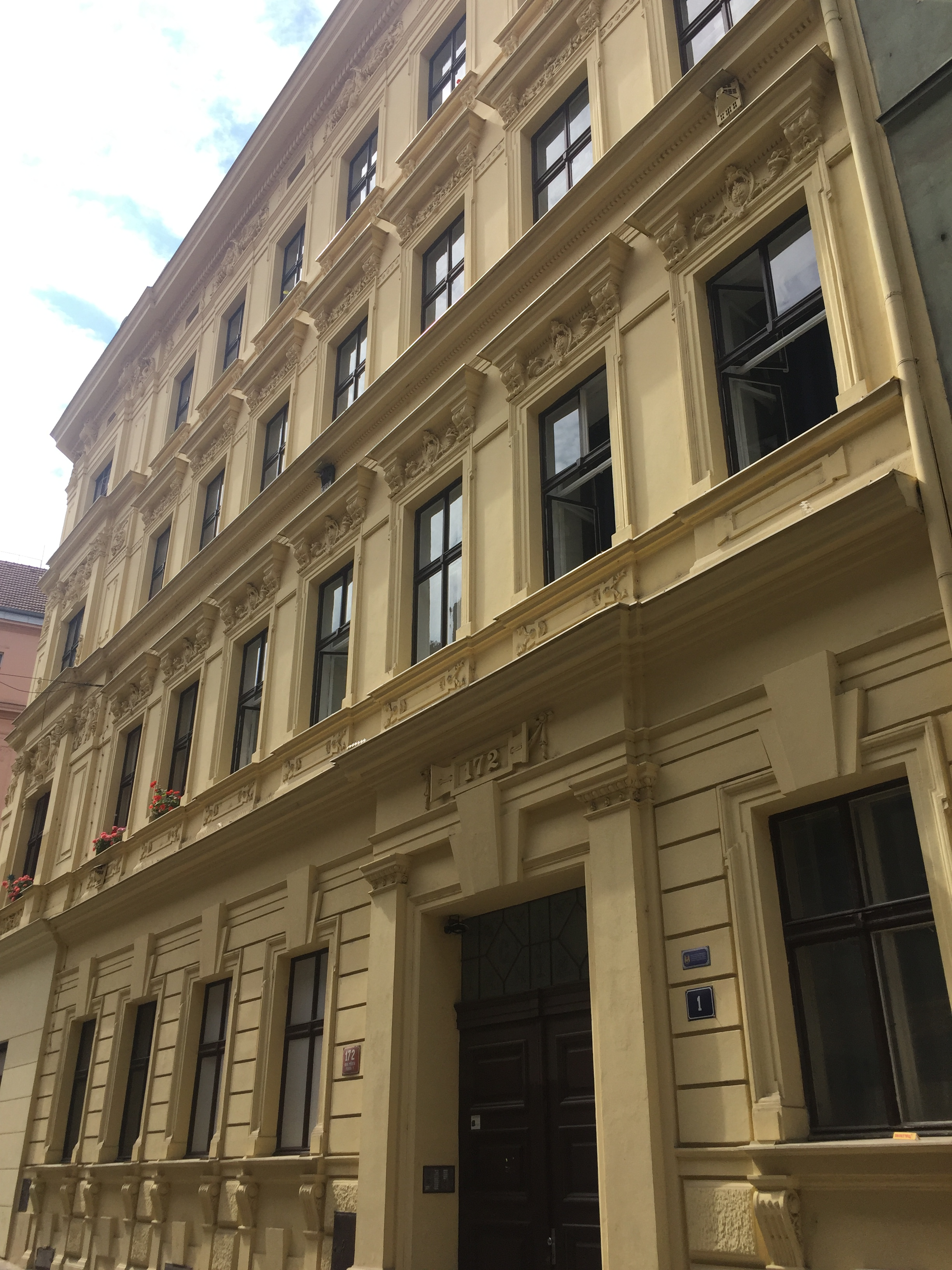
fasáda domu čp. 172 v Černé ulici

## Literárně činná ulice
V již výše zmíněném domě čp. 1610/II se roku 1900 narodil jeden z našich předních avantgardních spisovatelů - Karel Teige. Jeho rodný dům v Černé ulici se pro něj stal časem základnou pro vedení skupiny Devětsil. Mihli se zde proto také literární osobnosti jako Jaroslav Seifert a Vítězslav Nezval. Po smrti Josefa Teigeho roku 1921 dokonce pronajímala jeho manželka Aloisie volné pokoje v bytě některým synovým přátelům - např. Jiřímu Wolkerovi a Jindřichu Hořejšímu. I prostřednictvím jejich tvorby dochází k lepšímu seznámení s historií staveb včetně uměleckého vnímání interiéru obydlí. Následující přiblížení a de facto potvrzení informací zmíněných v části Rodný dům Karla Teigeho a Katolický domov studujících pochází z pera Karla Honzíka, architekta a spisovatele:
"[...] V pootevřených dveřích se objevila jeptiška, jindy chovanka sirotčince či azylu, který měl sídlo v přízemí. Bylo nutno hlásit, ke komu jdete na návštěvu, aby vám byl s tisícerým váháním uvolněn vstup do chodby, plné kuchyňských pachů, tak příznačných pro ústavy tohoto druhu. [...] Nahoru se vystupovalo po vyšlapaných schodech, s vyhlídkou na dvory [...] Na bytové dveře se zvonilo tlačítkovým ručním zvonkem. Tichá a laskavá paní vás uvedla do jídelny, jež tak často sloužila v měšťanských rodinách za salón, a kde byly ještě zbytky makartovské nádhery. Plyšová pohovka s vysokým opěradlem pro záda, na němž byly seřazeny bibeloty, okna s lambrekýny, střapce, drakslované kuželkové nohy, z plechu lisované lví hlavy s kruhy v tlamě - tak se mi prostředí jeví v paměti. Teigův pokoj byl jednodušší, biedermeierovský. [...] O bytě v Praze II, Černá 12a [dn. Černá 14], kolovaly nejrůznější anekdoty, více či méně hodnověrné, o nichž by mohli podat svědectví jiní pamětníci. Později se Teige přestěhoval do sousedního domu, který zadaptoval Krejcar. Zvenčí jej prostě dal zbavit všech šambrán a nadokenních říms. Toto "zpurizování", které se ve třicátých letech leckde ujalo, nebylo právě šťastné, neboť okenní formáty nabyly mnohdy v holé ploše nevhodné proporce. Byt byl adaptován na jakousi ideální jednotku kolektivního domu, v níž byly dvě individuální obytné buňky (Teigova a jeho družky) spojeny společným příslušenstvím a minimální kuchyňkou. [...]"

V domě čp. 169 poté dožila svůj život spisovatelka Eliška Krásnohorská, která zde zemřela 26. listopadu 1926. O rok později byla z iniciativy Jednoty Karoliny Světlé umístěna na budovu bronzová pamětní deska vyhotovená Karlou Vobišovou-Žákovou. Tato sochařka je zároveň autorkou mramorového pomníku Elišky Krásnohorské na Karlově náměstí.

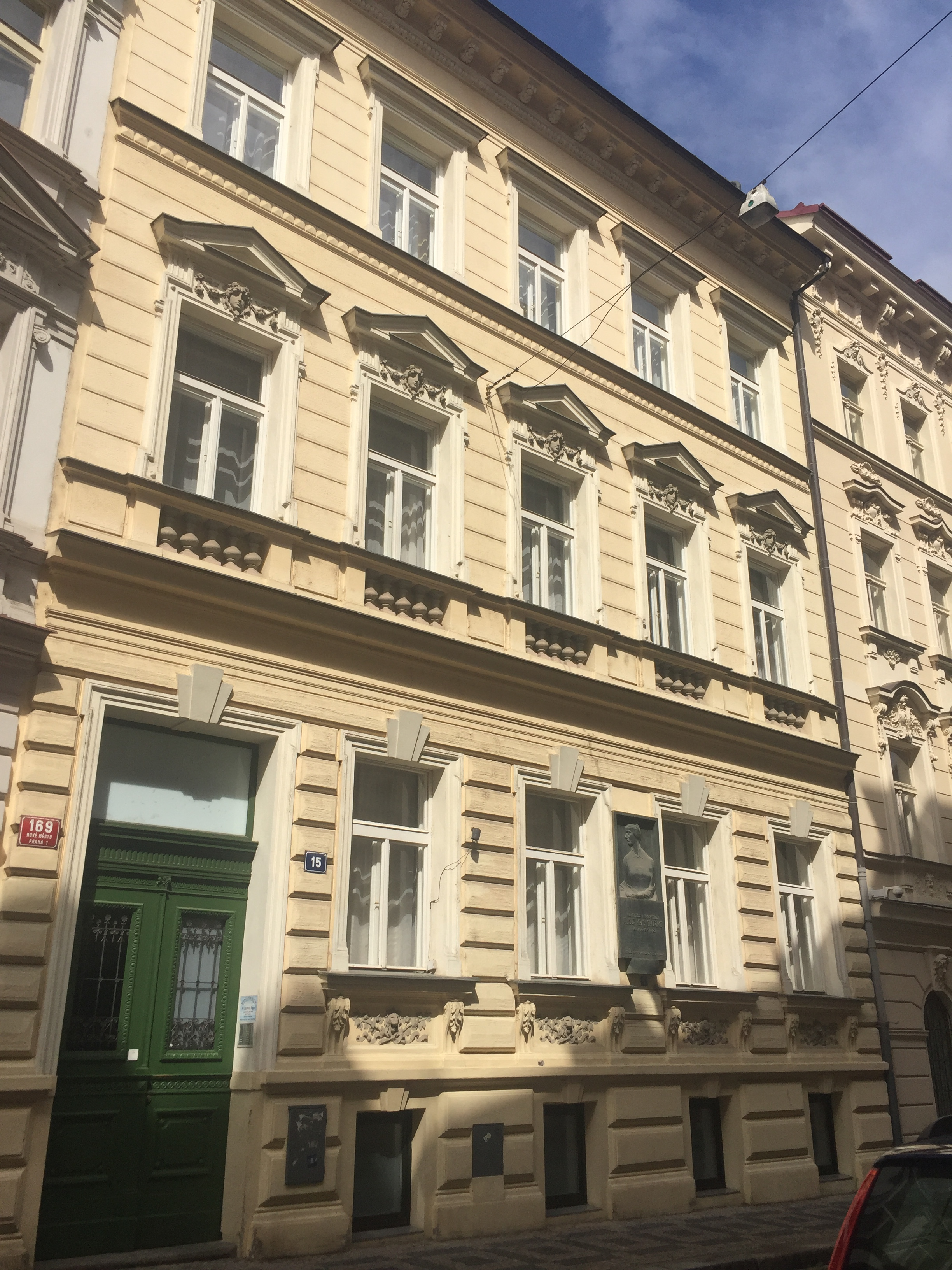
dům čp. 169, ve kterém zemřela Eliška Krásnohorská
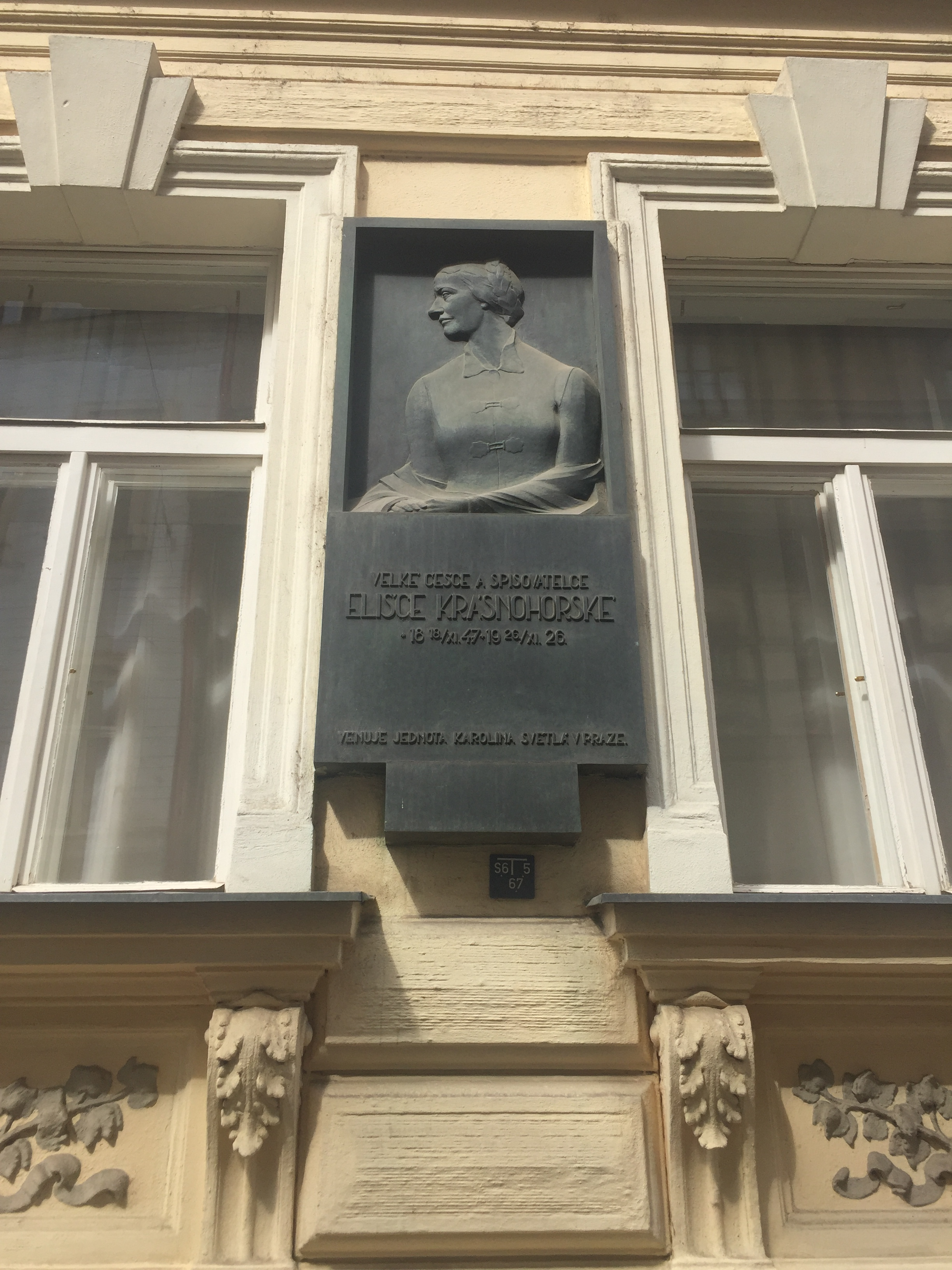
pamětní deska Elišky Krásnohorské na domě čp. 169
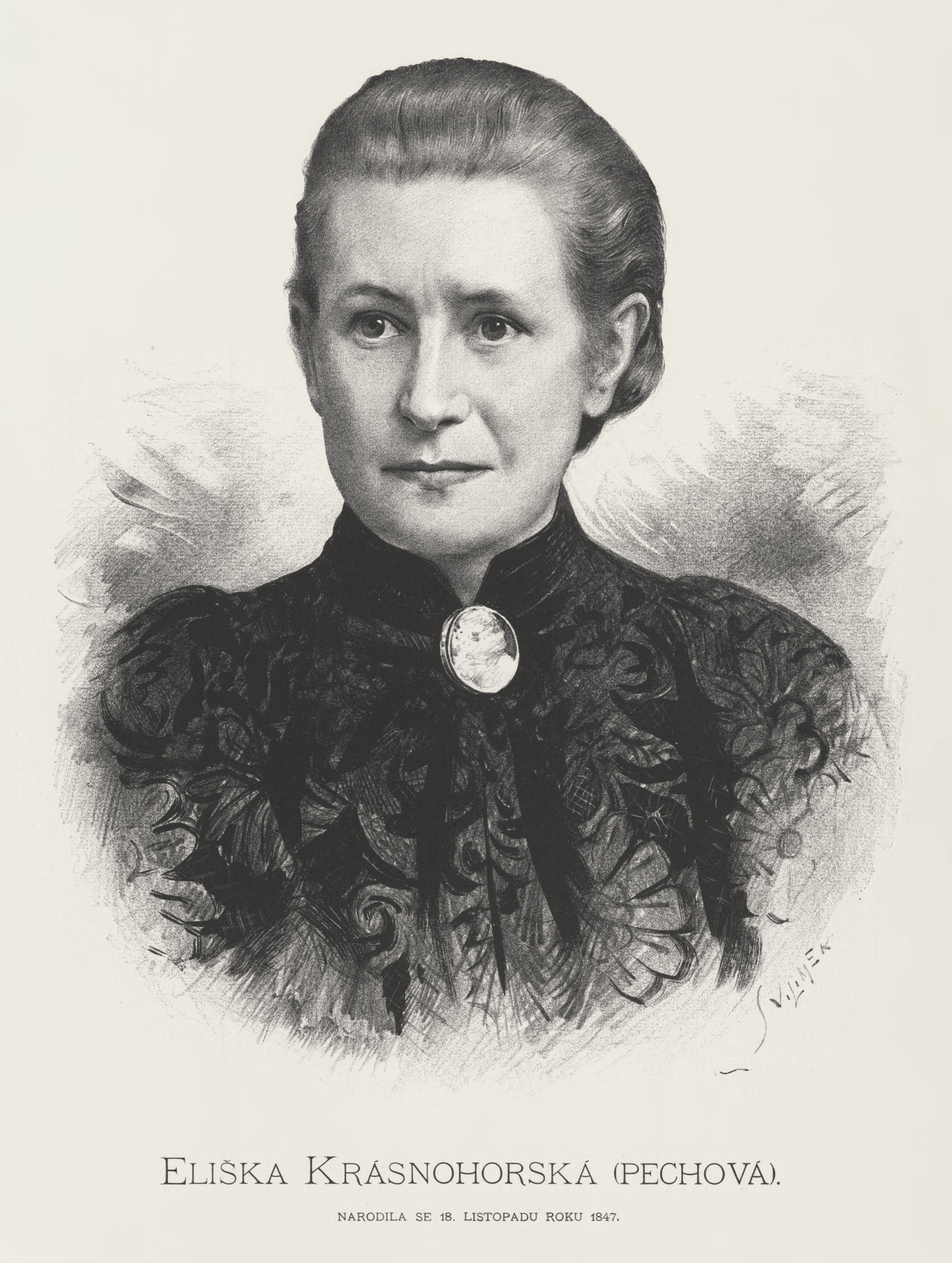
Eliška Krásnohorská (vyobrazena Janem Vilímkem)
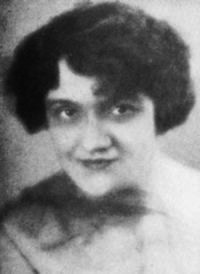
sochařka Karla Vobišová-Žáková

## Další významní obyvatelé ulice
- dějepisec hlavního města Prahy W. W. Tomek (obýval dům čp. 1504/II)[2][15]
- učitel a spisovatel Jan Dolenský (dle odborné literatury obýval dům čp. 1506-10[2], přesto se k němu hlásí dům čp. 1704[16])
- matematik a spisovatel dr. František Studnička (vlastnil a obýval dům čp. 1504-6)[2]

## Galerie
Další domy nacházející se v Černé ulici:

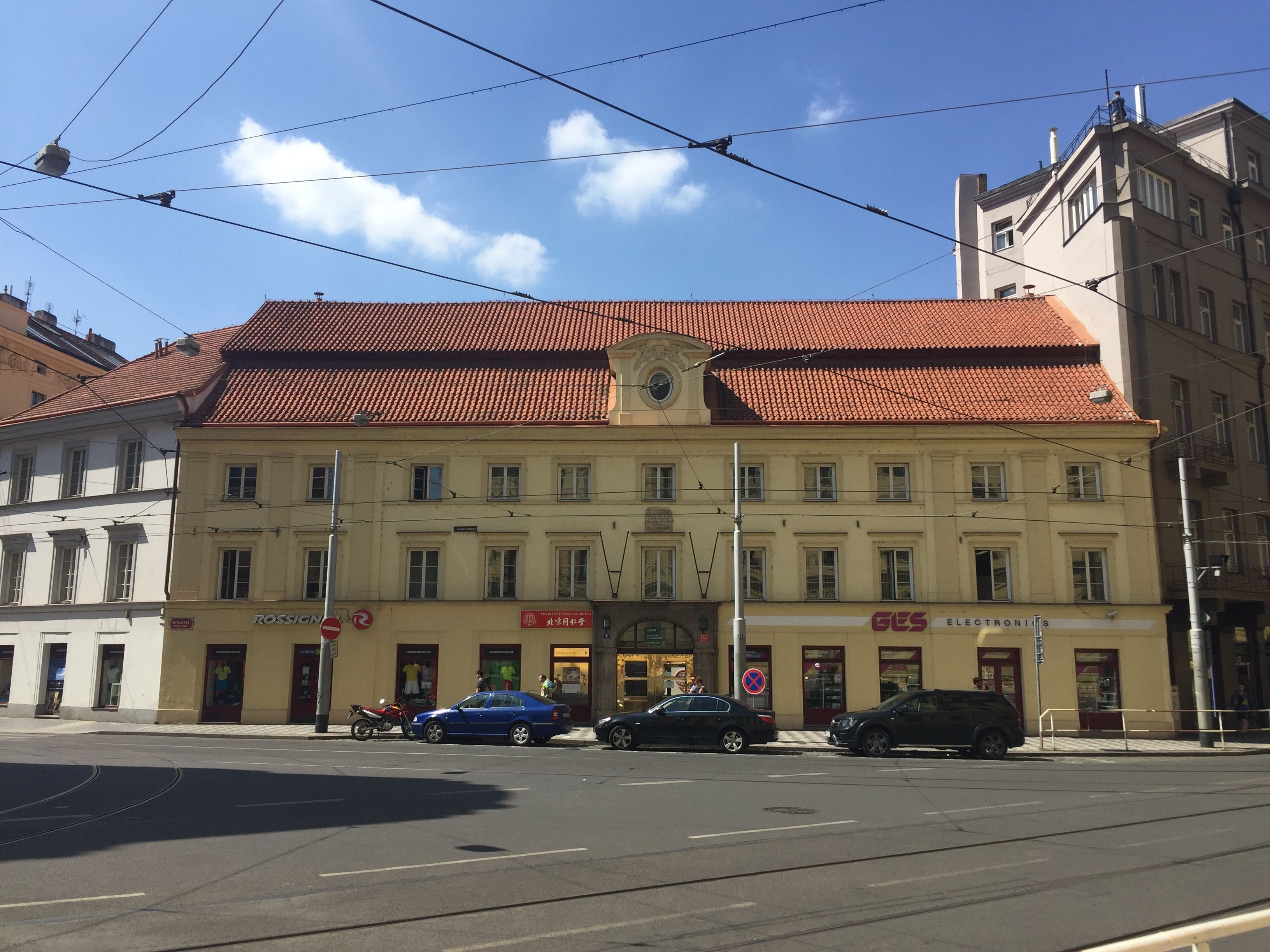
dům "U Nosů" (čp. 171) - na rozhraní ulic Černá a Myslíkova
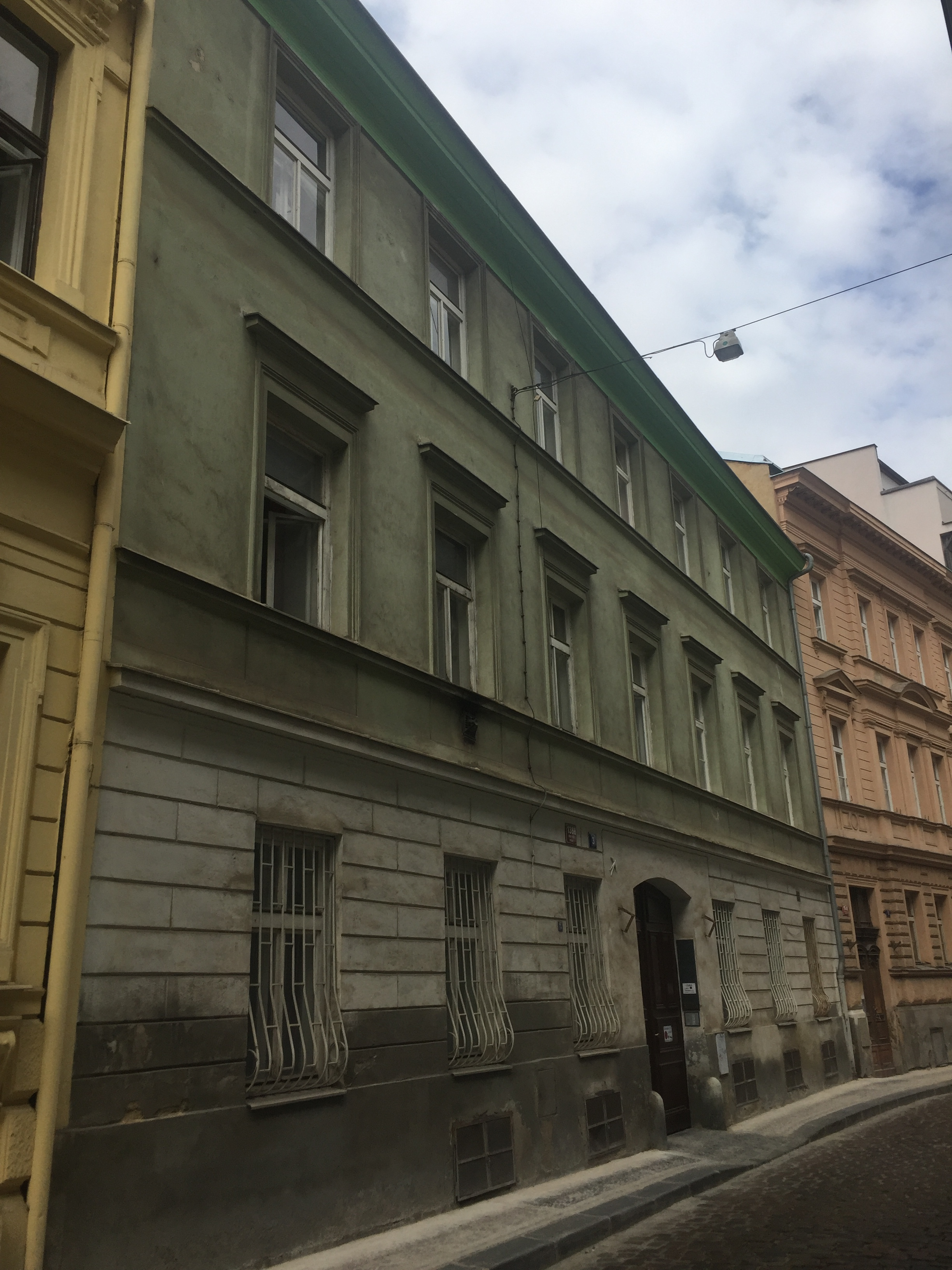
dům čp. 1368
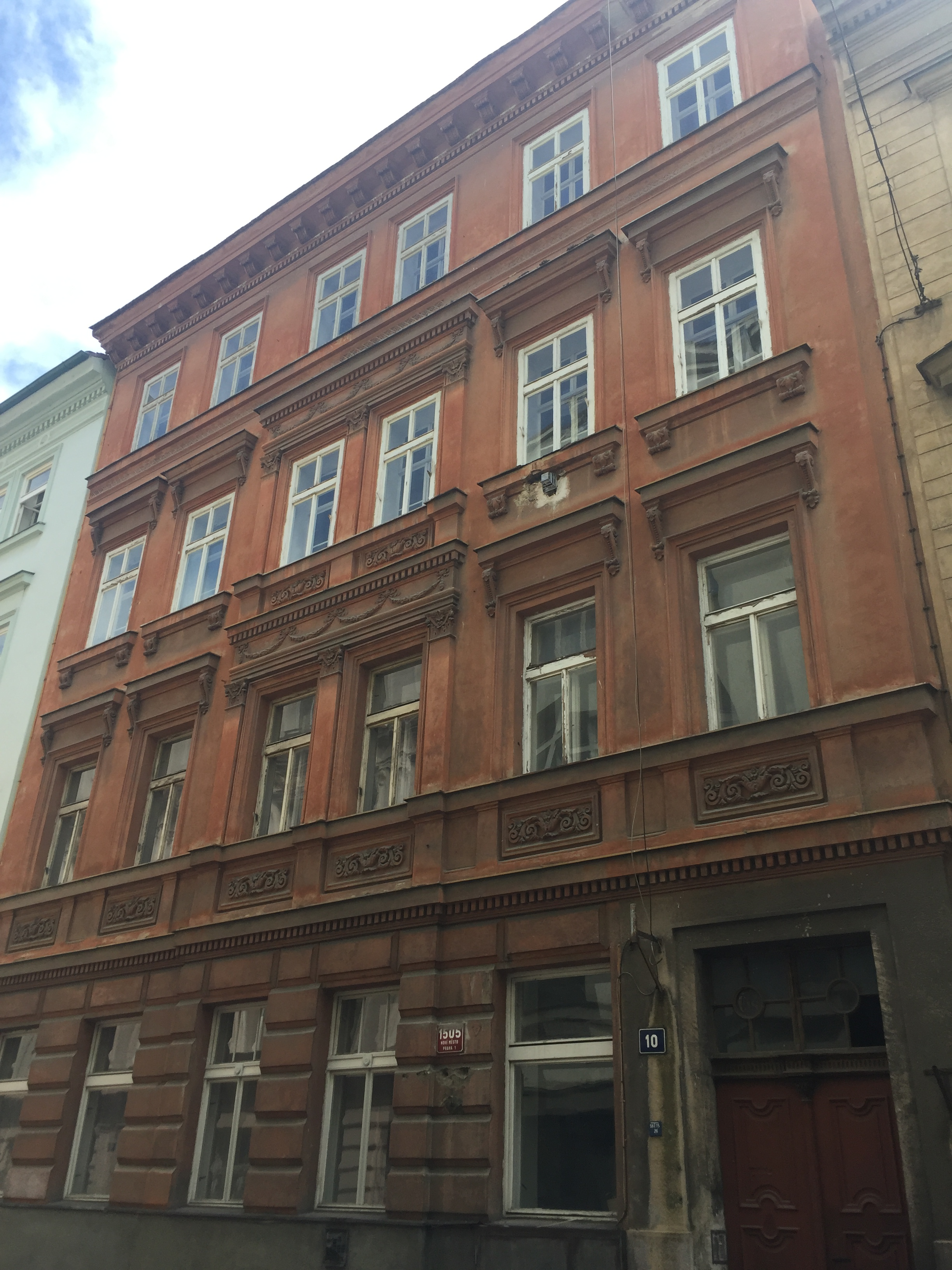
dům čp. 1505
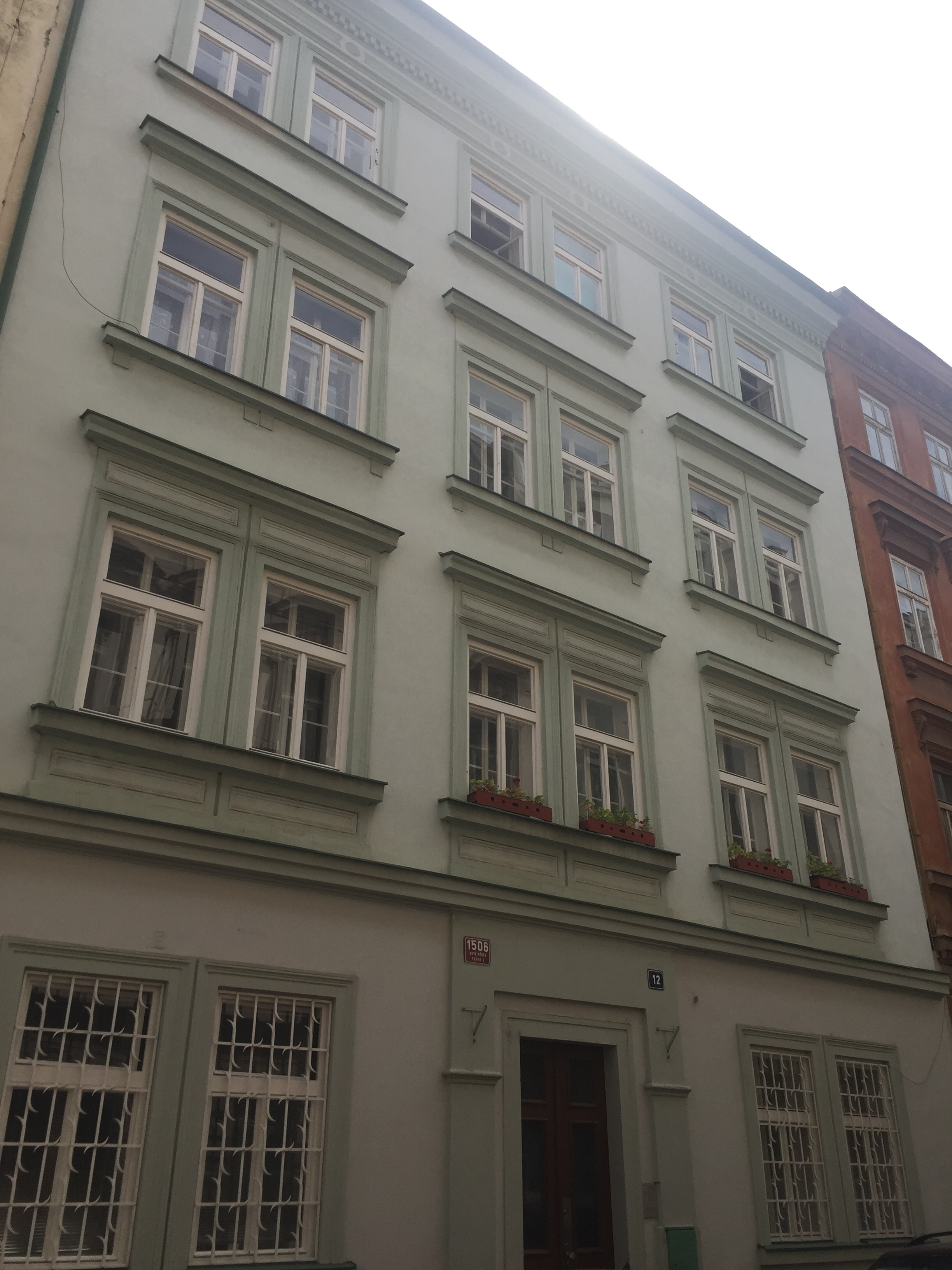
dům čp. 1506
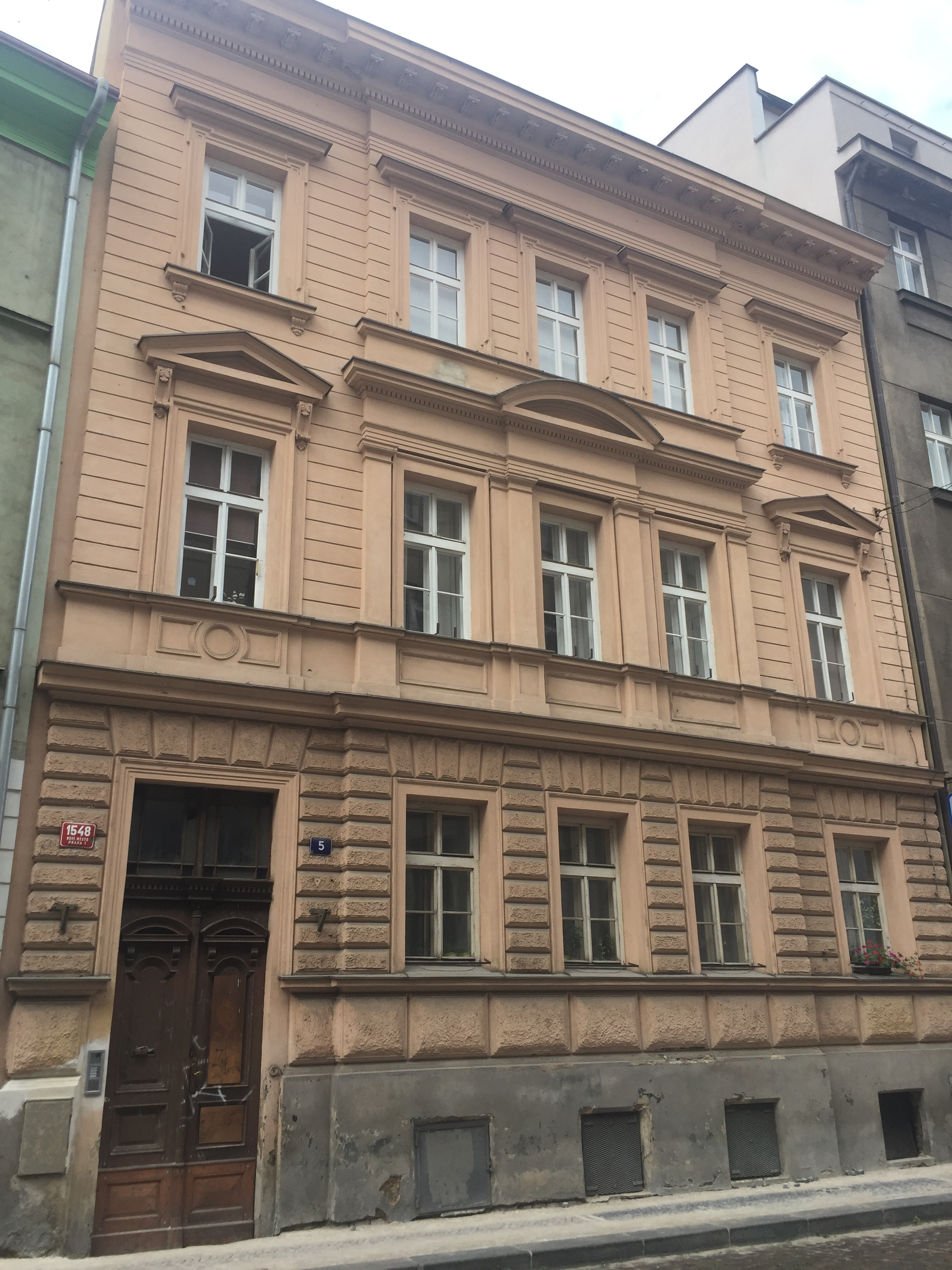
dům čp. 1548
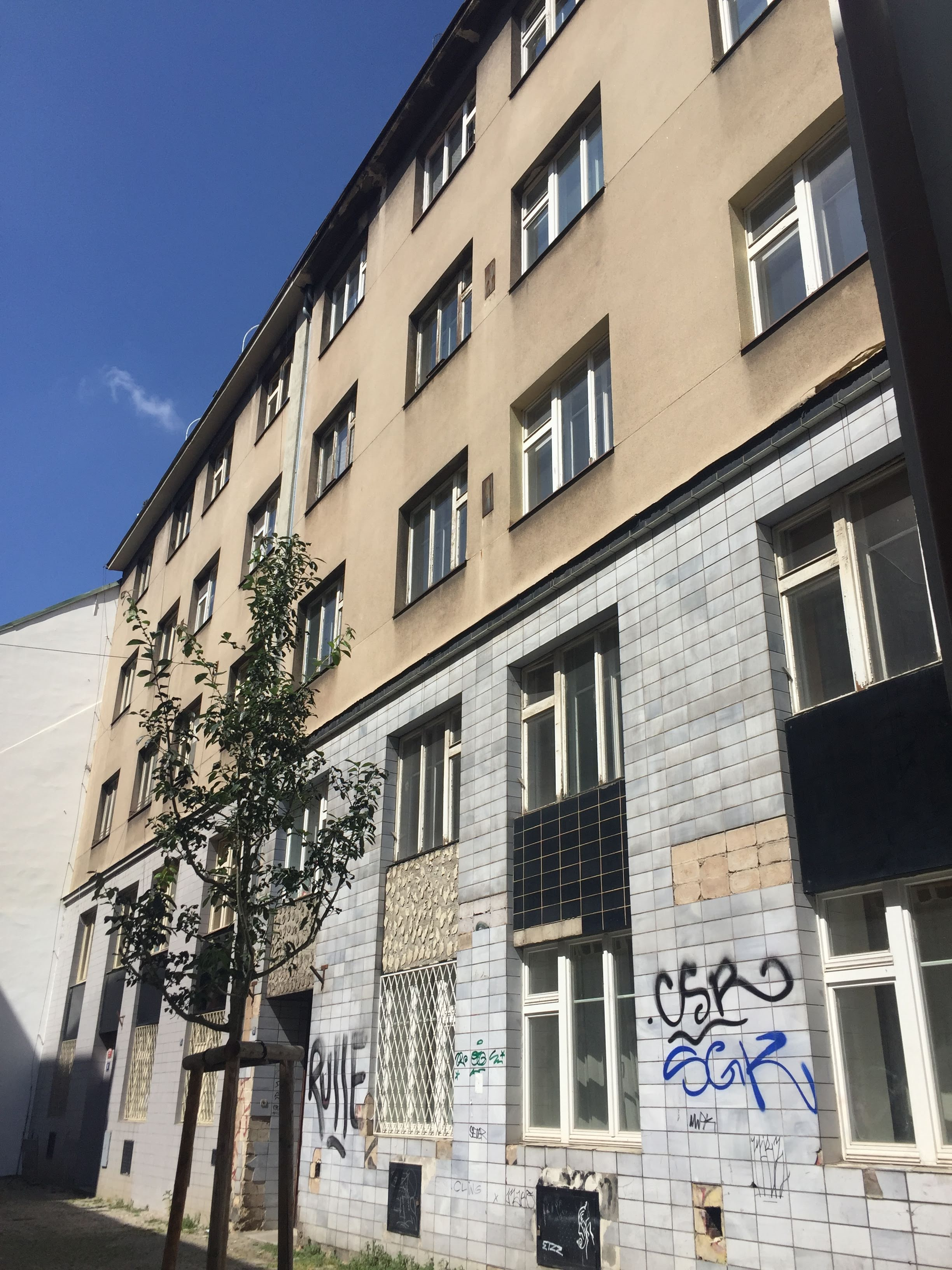
dům čp. 2056
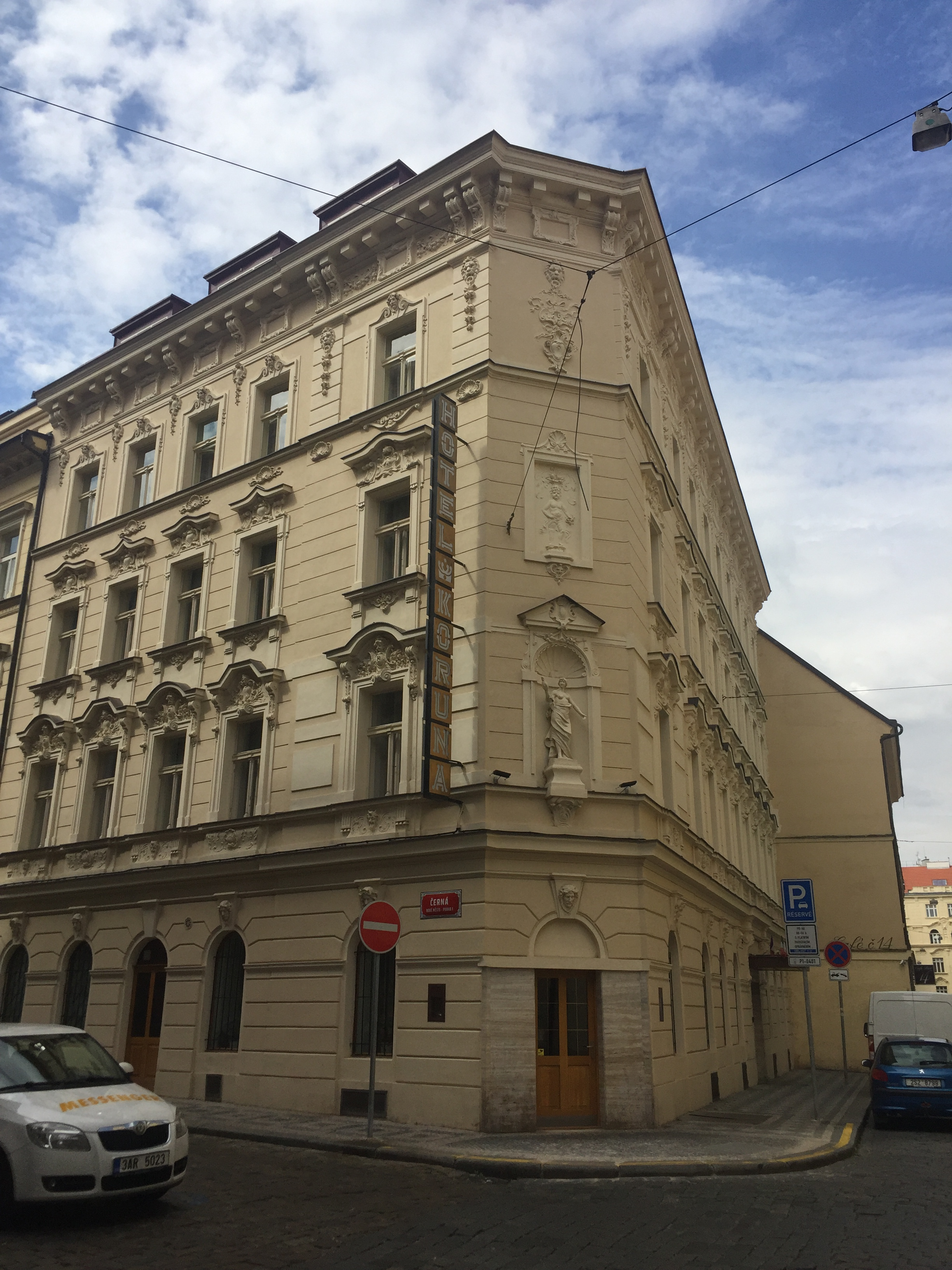
hotel Koruna (rohový dům čp. 168 v ulici Černá a Opatovická)
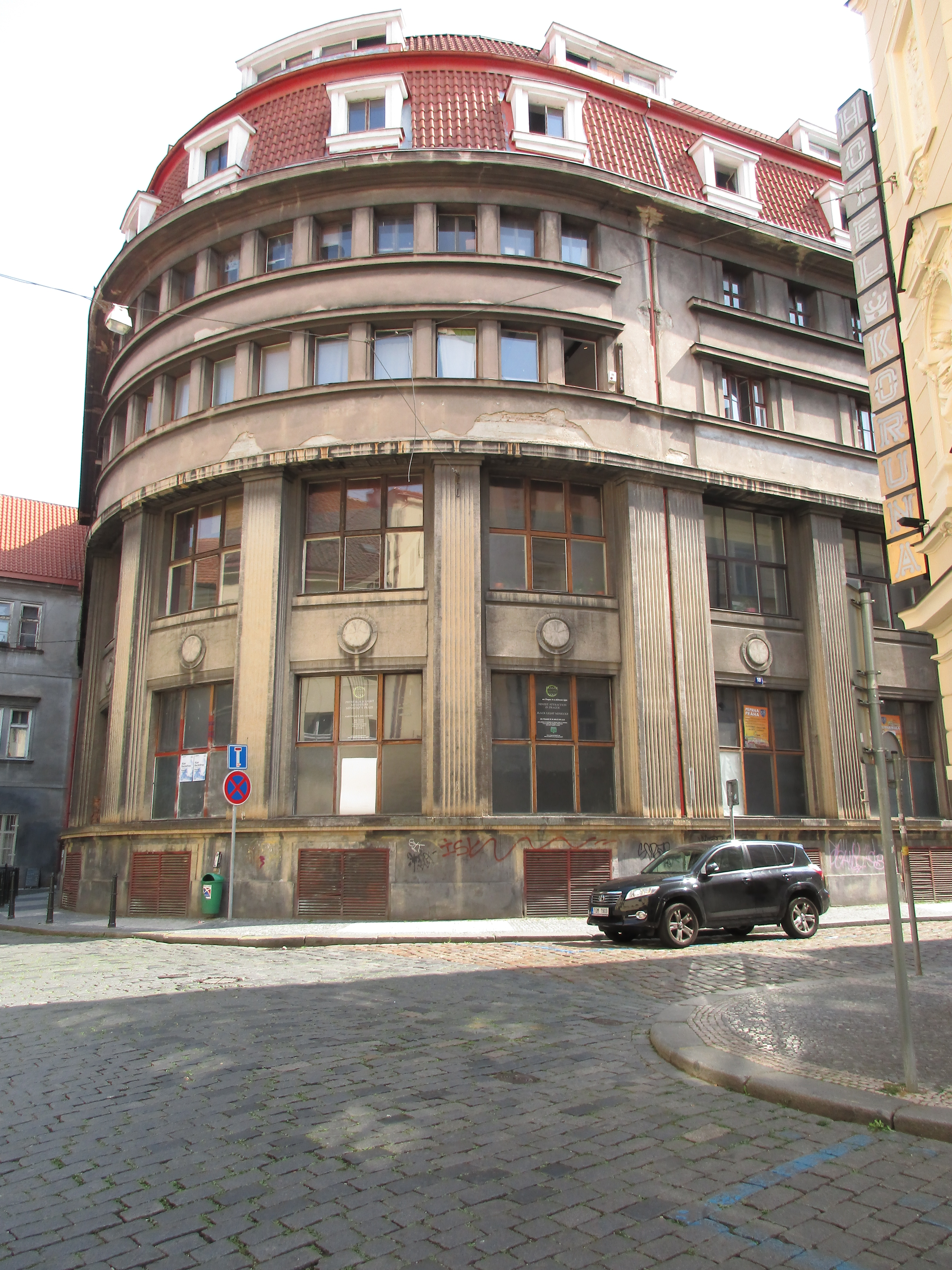
původně Nakladatelství a tiskárna Josef R. Vilímek, v současnosti zde sídlí Vyšší odborná škola publicistiky (rohový dům čp. 160 v ulici Černá a Opatovická)